# طاهرگوراب
طاهرگوراب شهری است از توابع بخش طاهرگوراب شهرستان صومعه‌سرا در استان گیلان ایران است.

## جمعیت
این شهر در بخش طاهرگوراب قرار دارد و براساس سرشماری مرکز آمار ایران در سال ۱۳۸۵، جمعیت آن تقریبا ۱،۳۱۱ نفر (۳۶۷خانوار) بوده‌ است.